# John Jamison Pearce
John Jamison Pearce (* 28. Februar 1826 in Wilkes-Barre, Pennsylvania; † 26. Mai 1912 in Conneaut, Ohio) war ein US-amerikanischer Politiker. Zwischen 1855 und 1857 vertrat er den Bundesstaat Pennsylvania im US-Repräsentantenhaus.

## Werdegang
John Pearce besuchte vorbereitende Schulen und schlug danach eine theologische Laufbahn ein.  Bereits im Alter von 18 Jahren wurde er zum Geistlichen der Methodist Episcopal Church ordiniert. Als solcher war er in verschiedenen Städten in Pennsylvania tätig. Politisch trat er erst in den 1850er Jahren als Mitglied der kurzlebigen Opposition Party in Erscheinung.
Bei den Kongresswahlen des Jahres 1854 wurde Pearce im 15. Wahlbezirk von Pennsylvania in das US-Repräsentantenhaus in Washington, D.C. gewählt, wo er am 4. März 1855 die Nachfolge von James Gamble antrat. Da er im Jahr 1856 auf eine weitere Kandidatur verzichtete, konnte er bis zum 3. März 1857 nur eine Legislaturperiode im Kongress absolvieren. Diese war von den Ereignissen im Vorfeld des Bürgerkrieges geprägt.
Nach seiner Zeit im US-Repräsentantenhaus arbeitete John Pearce wieder als Geistlicher in verschiedenen Orten seines Heimatstaates. Im Jahr 1888 zog er sich in den Ruhestand zurück, den er zunächst in Lock Haven verbrachte. Später zog er nach Conneaut im Staat Ohio, wo er am 26. Mai 1912 verstarb.